# Vila Pouca de Aguiar (freguesia)
A Freguesia de Vila Pouca de Aguiar, com sede na vila que lhe dá o nome, é uma freguesia portuguesa do Município de Vila Pouca de Aguiar com 22,91 km² de área e 3118 habitantes (censo de 2021), tendo, por isso, uma densidade populacional de 136,1 hab./km².
Inclui no seu território as seguintes povoações: Cidadelha de Aguiar, Freiria, Guilhado, Nuzedo, Sampaio e Vila Pouca de Aguiar (sede da freguesia e do município).

## Demografia
A população registada nos censos foi:
| Distribuição da População por Grupos Etários | Distribuição da População por Grupos Etários | Distribuição da População por Grupos Etários | Distribuição da População por Grupos Etários | Distribuição da População por Grupos Etários |
| -------------------------------------------- | -------------------------------------------- | -------------------------------------------- | -------------------------------------------- | -------------------------------------------- |
| Ano                                          | 0-14 Anos                                    | 15-24 Anos                                   | 25-64 Anos                                   | > 65 Anos                                    |
| 2001                                         | 580                                          | 536                                          | 1810                                         | 530                                          |
| 2011                                         | 430                                          | 378                                          | 1845                                         | 650                                          |
| 2021                                         | 321                                          | 292                                          | 1588                                         | 917                                          |

## Património
- Capela da Aldeia de Cidadelhe (altar de talha dourada)
- Pelourinho de Vila Pouca de Aguiar
- Recinto Fortificado de Cidadelha (muralha)
- Ponte de Cidadelha ou Ponte de Cidadelha de Aguiar
- Casa do Condado

## Cultura
Nesta freguesia encontra-se a Casa do Condado que é desde 14 de abril de 2007, data da sua inauguração, o Museu municipal de Vila Pouca de Aguiar e museu com coleção própria. O espólio do seu acervo, é constituído por materiais arqueológicos, bens de valor etnográfico e peças ligadas à história do concelho aguiarense.
No átrio deste museu, pode ser apreciado parte do tesouro do Reguengo e Alvão, como sejam  as moedas emitidas desde 257 a 275 d.C..

## Personagens ilustres
- Conde de Vila Pouca de Aguiar
- Barão de Vila Pouca de Aguiar